# Marc Vann
Marc Vann (Norfolk, 23 agosto 1954) è un attore statunitense.
È conosciuto principalmente per aver interpretato il ruolo di Conrad Ecklie nella serie televisiva della CBS CSI - Scena del crimine. Ha avuto anche ruoli importanti nelle serie televisive Angel e Ultime dal cielo.

## Biografia
Vann nasce a Norfolk in Virginia. Inizialmente Vann era poco interessato alla recitazione o al teatro, ma fu introdotto all'arte attraverso una scuola di mimo, mentre studiava per il suo Master in Business Administration. Di conseguenza lui fu un attore teatrale, prima di trasferirsi a Los Angeles, dove iniziò la carriera come attore televisivo. Marc fu attivo in teatri locali e regionali nell'area di Chicago principalmente nelle sue prime esperienze nel Wisdom Bridge Theatre e nel Center Theatre. Vann fu importante per il successo del Wisdom Bridge Theatre
nell'opera Il Grande Gatsby (prodotta dallo stesso Wisdom Bridge) nella quale è stato anche protagonista l'attore Harry Lennix.
Nel 2006, mentre lavorava per CSI, Vann ha recitato anche in due episodi di Boston Legal. Tra aprile e maggio 2007 recitò in varie serie. Ebbe la parte di Adam Fuchs in Criminal Minds, di Pete Weber in Senza traccia e quello di un ematologo in Grey's Anatomy.
Il 28 febbraio 2008 Vann dichiarò che avrebbe partecipato come guest star in alcuni nuovi episodi di due differenti serie televisive, entrambe della ABC. Prima recitò come dottore del cargo Kahana nella serie Lost e successivamente ebbe una parte anche in Eli Stone.

## Filmografia parziale

### Cinema
- Hoodlum, regia di Bill Duke (1997)
- U.S. Marshals - Caccia senza tregua (U.S Marshals), regia di Stuart Baird (1998)
- Payback - La rivincita di Porter (Payback), regia di Brian Helgeland (1998)
- Ghost World, regia di Terry Zwigoff (2000)
- Just Ask My Children, regia di Arvin Brown (2001)
- In Memory of My Father, regia di Christopher Jaymes (2005)
- Art School Confidential - I segreti della scuola d'arte (Art School Confidential), regia di Terry Zwigoff (2006)
- Io vi dichiaro marito e... marito (I Now Pronounce You Chuck and Larry), regia di Dennis Dugan (2007)
- Spider-Man 3, regia di Sam Raimi (2007)
- Man Maid, regia di Chris Lusvardi (2008)

### Televisione
- Ultime dal cielo (Early Edition) - serie TV, 3 episodi (1996)
- Cupid - serie TV, 1 episodio (1998)
- Malcolm (Malcolm in the Middle) - serie TV, 1 episodio (2000)
- CSI - Scena del crimine (CSI: Crime Scene Investigation) - serie TV, 67 episodi (2000-2015)
- Stranger Inside, regia di Cheryl Dunye - film TV (2001)
- Frasier - serie TV, 1 episodio (2002)
- Angel - serie TV, 3 episodi (2003-2004)
- Detective Monk (Monk) – serie TV, episodi 2x06-7x12 (2003-2009)
- Damages - film TV (2006)
- Boston Legal - serie TV, 2 episodi (2006)
- The O.C. - serie TV, 1 episodio (2006)
- Standoff - serie TV, 1 episodio (2006)
- NCIS - Unità anticrimine (NCIS) - serie TV, episodio 4x16 (2007)
- Dirt - serie TV, 1 episodio (2007)
- Grey's Anatomy - serie TV, episodio 3x20 (2007)
- Senza traccia (Without a Trace) - serie TV, 1 episodio (2007)
- Criminal Minds - serie TV, 2 episodi (2007-2015)
- Eli Stone - serie TV, 1 episodio (2008)
- Lost - serie TV, 4 episodi (2008)
- Captain Cook's Extraordinary Atlas, regia di Thomas Schlamme - film TV (2009)
- Lie to Me - serie TV, 1 episodio (2009)
- Scoundrels - Criminali in famiglia (Scoundrels) - serie TV, 1 episodio (2010)
- Torchwood - serie TV, 2 episodi (2011)
- CSI: Immortality, regia di Louis Milito - film TV (2015)

## Doppiatori italiani
Nelle versioni in italiano delle opere in cui ha recitato, Marc Vann è stato doppiato da:
- Oliviero Dinelli in The Shield, NCIS - Unità anticrimine, Criminal Minds (ep. 3x09)
- Ambrogio Colombo in Detective Monk (ep. 7x12), Criminal Minds (ep. 10x18)
- Stefano De Sando in CSI - Scena del crimine (st. 12-15), CSI: Immortality
- Antonio Palumbo in Scoundrels - Criminali in famiglia, Medium
- Stefano Mondini in CSI - Scena del crimine (st. 1-11)
- Simone Mori in Malcolm
- Saverio Indrio in Just Ask My Children
- Luciano Roffi in Angel
- Gerolamo Alchieri in Detective Monk (ep. 2x06)
- Roberto Draghetti in Boston Legal
- Paolo Marchese in The O.C.
- Enrico Di Troia in Art School Confidential - I segreti della scuola d'arte
- Mauro Magliozzi in Spider-Man 3
- Fabrizio Russotto in Lost
- Massimo Lodolo in Torchwood